# Ivana Prettlová
Ivana Prettlová, coniugata Petrželová (Domažlice, 10 agosto 1963), è un'ex cestista cecoslovacca.

## Carriera
Con la Cecoslovacchia ha disputato i Campionati mondiali del 1986 e i Campionati europei del 1985.